# 深淵侏鮟鱇
深淵侏鮟鱇，為輻鰭魚綱鮟鱇目棘茄魚亞目夢角鮟鱇科的其中一種。分布於全球各大洋熱帶至溫帶海域，屬深海魚類，棲息深度650-1500公尺，雄魚體長可達1.7公分，生活習性不明，不具任何經濟價值。

## 扩展阅读
維基物種上的相關：深淵侏鮟鱇